# Bafing (rivier)

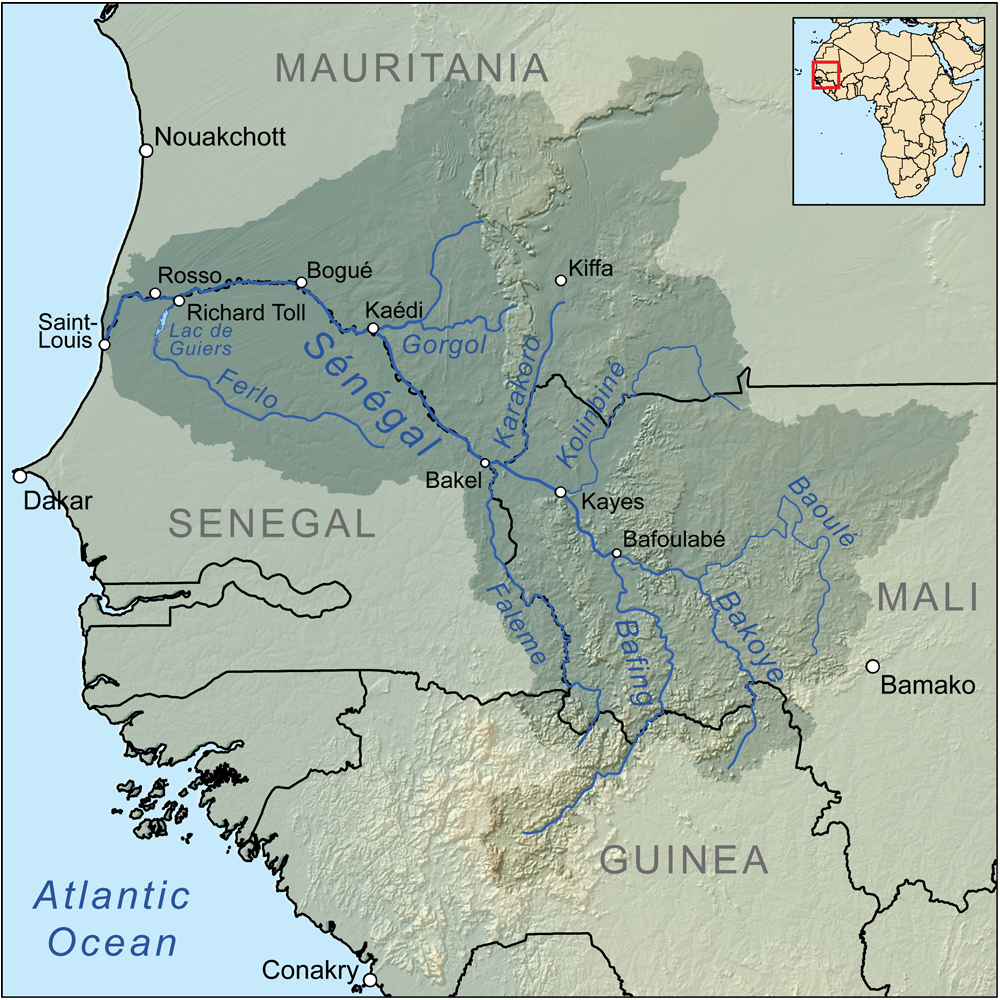
Loop van de Bafing en de Sénégal.

De Bafing is een rivier in West-Afrika, met een lengte van circa 560 kilometer.
De Bafing ontspringt in Guinee op het plateau van Fouta Djalon en vloeit in Bafoulabé (Mali) samen met de Bakoy om vervolgens de Sénégal te vormen.